# Fusigonalia caucaënsis
Fusigonalia caucaënsis är en insektsart som beskrevs av Young 1977. Fusigonalia caucaënsis ingår i släktet Fusigonalia och familjen dvärgstritar. Inga underarter finns listade i Catalogue of Life.